# I’m So Paid
I’m So Paid – singel z trzeciego albumu Freedom senegalskiego rapera Akona nagrany wraz z udziałem Young Jeezy’ego i Lila Wayne’a. Piosenka została wydana jako digital download 4 października 2008 roku, a teledysk do utworu został nakręcony we wrześniu tego samego roku.

## Lista utworów
French CD Single
1. "I’m So Paid" (Feat. Lil Wayne & Young Jeezy) – 4:23
2. "I’m So Paid" (Feat. Lil Wayne) (No Rap) – 3:22